# Геродот

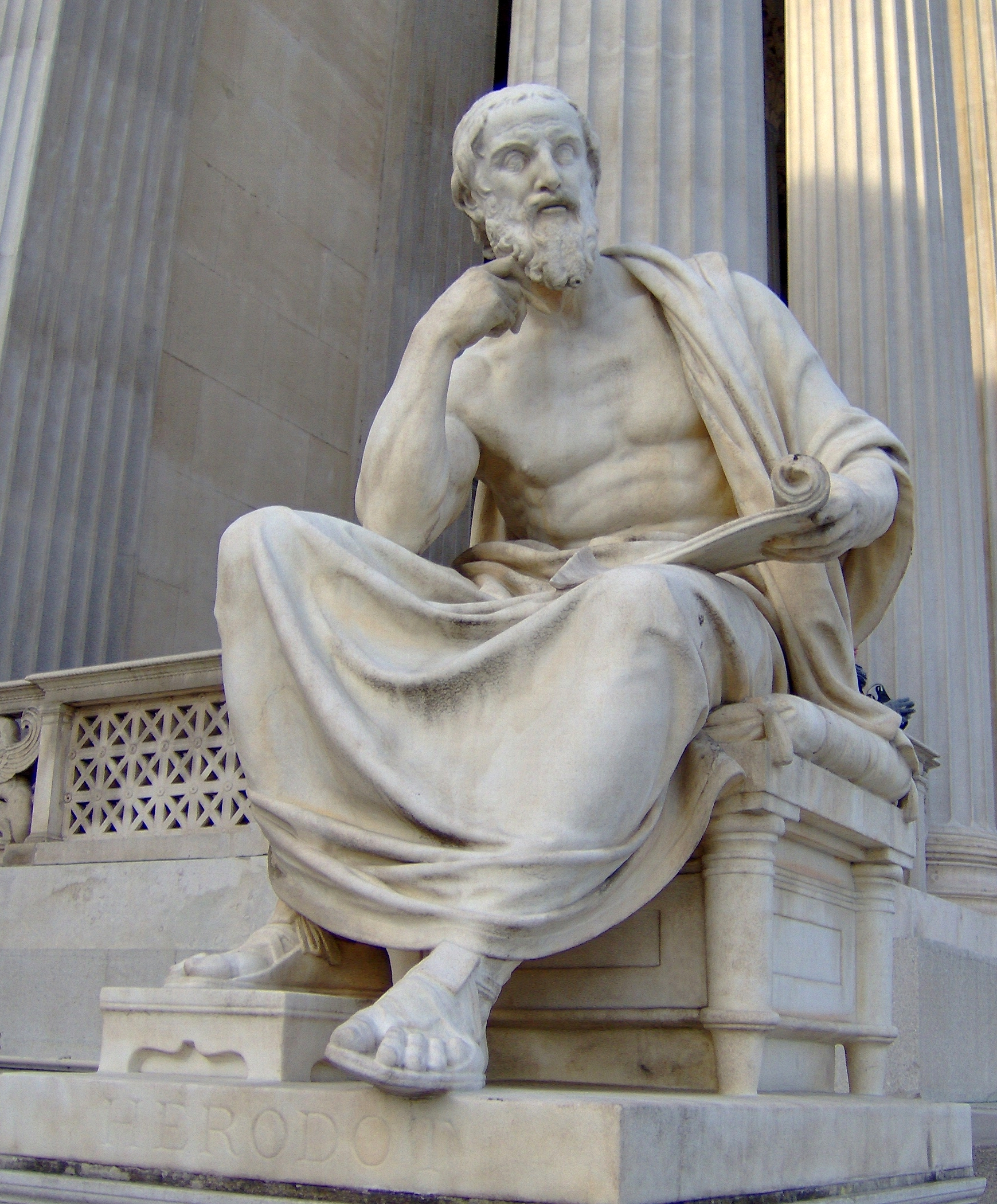
Геродот, будинок Австрійського парламенту, Відень

Геродо́т (грец. Ἡρόδοτος; між 490 і 480 р. до н. е. — близько 425 р. до н. е.) — давньогрецький історик. Один з перших географів і вчених-мандрівників. На підставі побаченого на власні очі і почутих розповідей створив перший загальний опис відомого тоді світу. Автор «Історії» в дев'яти книгах, присвячених опису греко-перських воєн з викладом історії держави Ахеменідів, Єгипту та ін., містить перший систематичний опис життя і побуту скіфів. Прізвисько — батько історії (лат. pater historiae).

## Життя
За свідченнями Діонісія Галікарнаського, Геродот народився в малоазійському місті Галікарнас незадовго до походу Ксеркса в Грецію (бл. 484 р. до н. е.) і дожив до Пелопоннеської війни (431 р. до н. е.). Він походив з багатої і знатної родини, що мала великі торговельні зв'язки. Разом із дядьком Паніассом брав участь у боротьбі проти царя Лігдама II. Після поразки Геродот був змушений залишити батьківщину і переселився на острів Самос. У 464 р. до н. е. Геродот вирушив у подорож, початковою метою якої був збір точних відомостей про греко-перські війни. Результатом стало велике дослідження про народи, про які греки в той час ще мало що знали. Традиція приписує Геродоту тривалі подорожі країнами Сходу: він відвідав Єгипет, де піднявся по Нілу на південь аж до острова Елефантина (поблизу суч. Асуану), був у Межиріччі, Палестині, Фінікії, добирався до великих просторів північного узбережжя Чорного моря, відвідав грецькі колонії на території сучасної України, оглянув більшу частину північного узбережжя Африки та більшість островів Середземного моря, відвідав Персію. Сам Геродот описує як очевидець особливості суворішого, ніж у Греції, клімату Скіфії, йому відоме планування Вавилона і те, яким способом зведені його стіни, наводить дані про відстані між єгипетськими містами в долині Нілу і докладно розповідає про звичаї єгиптян.
У середині 440-х років до н. е. Геродот кілька років провів в Афінах, де він (як і в інших містах материкової Греції) виступав з публічними читаннями окремих книг «Історії». Приховану полеміку з Геродотом можна знайти в його молодшого сучасника Фукідіда, який наголошував, що його власна праця позбавлена вигадок, не настільки приємна для слуху і створена не для того, щоб звучати у швидкоплинному змаганні.
У 444—443 роках до н. е. Геродот разом з філософом Протагором Абдерським і архітектором Гіпподамом Мілетським взяв участь у заснуванні загальногрецької колонії Турії на півдні Італії (звідси його прозвання Турієць). «Історія» обривається описом облоги Сеста (478 р. до н. е.) і виглядає незавершеною; на підставі чого вважається, що Геродот помер між 430 і 424 р. до н. е.

## Творчість
Монументальна праця Геродота присвячена історії греко-перських війн і описові країн і народів, що воювали з персами, — перший історичний твір стародавнього світу, що дійшов до нас, і одночасно перший в історії античної літератури пам'ятник художньої прози. Геродот уперше співвідніс події грецької історії з ширшою, всесвітньою перспективою. Спочатку він мав назву «Історія» (гр. дослідження, вишукування); у III столітті до н. е. александрійські вчені розділили його на 9 книг, давши кожній з них ім'я однієї з дев'яти муз:
- І. Кліо.
- ІІ. Евтерпа.
- ІІІ. Талія.
- IV. Мельпомена.
- V. Терпсіхора.
- VI. Ерато.
- VII. Полігімнія.
- VIII. Уранія.
- IX. Калліопа.

Виклад подій греко-перських воєн об'єднує у Геродота окремі географічні й етнографічні нариси, так звані логоси. Геродот починає оповідання розповіддю про долю Лідійського царства і переходить до історії Мідії до воцаріння Кіра, у зв'язку з походами Кіра описує Вавилон і звичаї його жителів, а також плем'я массагетів, що жили за річкою Аракс. Історія завоювання Єгипту Камбісом дає йому привід розповісти про цю країну: так складається знаменитий єгипетський логос; історія невдалого походу Дарія на скіфів переростає в опис способу життя і традицій племен, що населяли причорноморські степи.
Це перший опис Скіфії і народів, що її населяють, який дійшов до нас. Опис створений головним чином на розпитах знаючих осіб з числа грецьких колоністів (немає доказів, що Геродот побував у кримських і приазовських містах). Характеристику скіфських річок Геродот починає з Істра (Дунаю), що «тече через усю Європу, беручи початок в землі кельтів». Він вважає Істр найбільшою з відомих річок, до того ж завжди повноводною, влітку й взимку. Після Істра найбільша річка — Бористен (Дніпро). Геродот правильно вказує, що тече вона з півночі, але нічого не говорить про дніпровські пороги, отже, не знає про них. «Біля моря Бористен — уже могутня річка. Тут до нього приєднується Гіпаніс (Південний Буг), що впадає в той самий лиман». Геродот дав відомості про західні береги Чорного моря від устя Дністра до Босфору і більшої частини узбережжя Балканського півострова.
Комплексний опис території і населення Північного Надчорномор'я дає підстави стверджувати, що Геродот є основоположником географічного українознавства (див. статтю М. Влах).
У своїх описах Геродот переказує багато міфів про походження скіфського народу; у яких значна роль відводиться Гераклові. Опис Скіфії він закінчує розповіддю про шлюби скіфів з войовничими жінками з племені амазонок, чим і можна, на його думку, пояснити скіфський звичай, що полягає в тому, що дівчина не може вийти заміж, поки не уб'є ворога.
В екзотичній фауні Північної Африки його цікавить почасти незвичайність зовнішнього вигляду і поведінки тварин, але ще більше характер зв'язків, що виникли між людиною і тваринами. Цей взаємозв'язок у Єгипті набагато тісніший, ніж у Греції, і накладає на людину незвичайні зобов'язання. Геродот замислюється над «договором», укладеним єгиптянином з кішкою, ібісом і крокодилом, і його дослідження дозволяють йому зробити разючі відкриття не щодо тварини, а щодо людини. Його картина Єгипту, хоч якою б чудесною або неповною вона не була, все-таки в основному підтверджується сучасними істориками або, у всякому разі, вважається ними правдоподібною.
Подібні описи окремих місцевостей і народів зближають «Історію» із працями іонійських вчених-логографів і, зокрема, з творами Гекатея Мілетського, на які Геродот неодноразово посилається. Однак, на відміну від логографів, у канву історичного оповідання Геродот включає епізоди-новели, близькі усним переказам, що існували серед східних народів. Віра у всемогутність долі, широта історичної і просторової перспективи, неспішність оповідання додають «Історії» епічного характеру. Геродота називали «великим наслідувачем Гомера».
Твір Геродота пронизує тема мінливості долі і заздрості божества на щастя людей. Подібно Есхілу в трагедії «Перси», Геродот засуджував перських царів за надмірну зухвалість і прагнення порушити світовий порядок, що звелів персам жити в Азії, а еллінам у Європі. Іонійське повстання 500 р. до н. е., Геродот вважав проявом необачності і гордині. При описі війн Геродот використовував спогади очевидців, матеріали написів, записи оракулів; він відвідував місця боїв, щоб точніше реконструювати хід битв. Неодноразово він відзначав заслуги роду Алкмеонідів, до якого належав Перікл.
Геродота звинувачували в перекручуванні історії, поговорювали, що він намагається вигородити Афіни за рахунок Спарти, і в тому, що це так і було, немає ніяких сумнівів. І все-таки одна з найкращих якостей Геродота — це його широта і неупередженість. Ми не знайдемо в нього і тіні зневаги до інших народів.
Стиль Геродота ясний і простий, мова поетична. Твір призначався для читання вголос, публічного або сімейного, і аж ніяк не для усамітненого вивчення. При читанні Геродота виникає така повнота сприйняття стародавнього світу, якої не зміг дати жоден інший античний твір.
«Історія» Геродота посідає 28 рядок у Рейтингу 100 найкращих книг усіх часів журналу Ньюсвік.

## Спадок

Мапа світу за Геродотом

Римський оратор Марк Туллій Цицерон назвав Геродота «батьком історії» (Pater historiae). Цей титул дотепер неодмінно додається до імені великого грека. Світ в описі Геродота запаморочливо різноманітний, людське щастя — мінливе. Мудрі, простодушні і вигадливі розповіді про країни, міста, долі і звичаї — невичерпне джерело для нових літературних творів. Збережені численні грецькі рукописи наступних століть відображають безперервну рукописну традицію, що сходить до античних видань тексту. В епоху Відродження Лоренцо Валла (1479) переклав «Історію» на латинську мову.

### Монографії
- В серії «Loeb Classical Library» видана у 4 томах (№ 117–120).
- В серії «Collection Budé» «Історія» Геродота видана у 11 томах (включаючи томи з введенням і з вказівником).
- Дьячан Ф. Н. Геродот і його музи. Ч. 1. — Варшава, 1877. — 237 с.
- Клингер В. П. Казкові мотиви в історії Геродота. — Київ, 1903. — 222 с.
- Лур'є С. Я. Геродот. — М.-Л., 1947. перевид.: М.: URSS, 2009.
- Доватур А. И. Оповідальний і науковий стиль Геродота. — Л.: Видавництво ЛГУ, 1957. — 201 с.
- Дитмар А. Б. Від Скіфії до Елефантини. Життя і подорожі Геродота. — М.: Географгиз, 1961. — 87 с. — (Серія: Надзвичайні географи і мандрівники).
- Кузнецова Т. И., Міллер Т. А. Антична епічна історіографія: Геродот. Тит Лівій. — М.: Наука, 1984. — 213 с.
- Суриков И. Е. Геродот. — М.: Молодая громада, 2009. — 408 с. — ISBN 978-5-235-03226-2. — (Серія: Життя надзвичайних людей. Вип. 1374).
- Brill's Companion to the Reception of Herodotus in Antiquity and Beyond examines the reception and cultural transmission of Herodotus' Histories, one of the most controversial and influential texts to have survived from Classical Antiquity, from ancient up to modern times. BRILL, 2016.

### Скіфські оповідання Геродота
- Скржинська М. В. Геродот та його історії про Скіфію // Енциклопедія історії України : у 10 т. / редкол.: В. А. Смолій (голова) та ін. ; Інститут історії України НАН України. — К. : Наукова думка, 2004. — Т. 2 : Г — Д. — С. 93. — ISBN 966-00-0405-2.
- Надеждин Н. И. Геродотова Скіфія, пояснена через зрівняння з місцевостями. — Одеса, 1842. — 114 с.
- Рибаков Б. А. Геродотова Скіфія: Історико-географічний аналіз. — М.: Наука. 1979. — 248 с. перевид.: М.: Эксмо; Алгоритм, 2010. — 272 с. — ISBN 978-5-699-42815-1.
- Доватур А. И., Каллістов Д. П., Шишова И. А. Народи нашої країни в «Історії» Геродота. Тексти, переклади, коментарі. — М.: Наука. 1982. (у виданні дуже детальна бібліографія)
- Нейхардт А. А. Скіфське оповідання Геродота в вітчизняній історіографії. — Л.: Наука. 1982. — 240 с.
- Історія України написана у V ст. до нашої ери Геродотом. Пер. Спасько С. — Київ: ФОП Стебеляк О. М., 2012. — 144 с. — ISBN 978-966-1635-18-9
- Скіфськими шляхами Геродота / Ю. В. Безух. — Мелітополь: Люкс, 2019. — 284 с. — ISBN 617-7218-70-7.

### Довідники
- Геродот [Архівовано 20 листопада 2016 у Wayback Machine.] / УРЕ
- С. О. Голованов, В. П. Горбатенко. Геродот [Архівовано 27 листопада 2016 у Wayback Machine.] / Юридична енциклопедія
- Геродот Галікарнаський / Політологічна енциклопедія [Архівовано 26 грудня 2017 у Wayback Machine.]. — Т. 2. — С. 67-71.
- Геродот [Архівовано 14 червня 2021 у Wayback Machine.] // Українська мала енциклопедія : 16 кн. : у 8 т. / проф. Є. Онацький. — Накладом Адміністратури УАПЦ в Аргентині. — Буенос-Айрес, 1958. — Т. 1, кн. II : Літери В — Ґ. — С. 240-241. — 1000 екз.
- Геродот. Історія: в дев'яти книгах / Геродот; Ред. П. П. Толочко ; АН України. Ін-т археології. — Київ: Наукова думка, 1993. — 575 с. [Архівовано 24 липня 2010 у Wayback Machine.] ISBN 5-12-004040-3 (в пер.)